# Чимодзи, Янг
Янг «Аюго» Чимодзи (англ. Young "Ayugo" Chimodzi; 1 августа 1961 года, Мквапатира, Ньясаленд) — малавийский футболист, защитник, тренер. Рекордсмен сборной Малави по количеству проведённых матчей (159).

## Карьера
В 1977 году получил первый вызов в сборную Малави. Дебютировал 25 августа 1979 в товарищеском матче против сборной Лесото. С середины 1980-х был капитаном сборной. В её составе стал бронзовым призёром Всеафриканских игр 1987 года, а также обладателем Кубка КЕСАФА 1988 года. В составе клуба «Сильвер Страйкерс» дважды становился чемпионом Малави. Проходил просмотры в клубы Бельгии и ЮАР, но отказывался переходить, поскольку имел хорошо оплачиваемую работу в Резервном банке Малави, а также свой бизнес. После завершения карьеры дважды был главным тренером сборной. Многими футболистами и экспертами называется лучшим футболистом в истории Малави.

## Достижения

### Клубные
«Сильвер Страйкерс»
- Чемпион Малави: 1985, 1993

### В сборной
- Обладатель Кубка КЕСАФА: 1988[англ.]
- Бронзовый призёр Всеафриканских игр: 1987